# Amir-Abbas Hoveyda
Amir-Abbas Hoveyda (Teheran, 18 febbraio 1919 – Teheran, 7 aprile 1979) è stato un economista e politico iraniano, Primo ministro sotto lo scià Pahlavi dal 1965 al 1977, che venne giustiziato dal regime insediatosi dopo la rivoluzione islamica per "aver intrapreso la guerra contro Dio" e "diffusione di corruzione sulla terra".

## Biografia
Nato a Teheran nel 1919 da Habibollah Howeyda (Ayn ol-Molk), un esperto diplomatico, principalmente attivo durante gli ultimi anni della dinastia Qajar, e Afsar ol-Moluk, discendente della famiglia reale che Hoveyda avrebbe servito per gran parte della sua vita adulta. Il padre di Hoveyda era un seguace della fede Baháí, mentre Hoveyda non era religioso.
Dopo aver completato gli studi in Iran, Hoveida proseguì la sua istruzione secondaria presso il 'Lycée Français' di Beirut, in Libano. Frequentò poi la Libera università di Bruxelles, in Belgio, dove conseguì un master in scienze politiche ed economia, e alla Sorbona di Parigi, dove ottenne un dottorato in storia. Hoveida entrò nel Ministero degli Esteri iraniano e prestò servizio a Parigi (1945-47), Bonn (1947-51), Ankara (1957) e alle Nazioni Unite (New York) tra il '51 e il '57. Nel 1958 fu nominato nel consiglio di amministrazione della National Iranian Oil Company.
Hoveida parlava inglese, francese, tedesco e arabo e scrisse articoli per varie pubblicazioni persiane. Coltivava le sue passioni per la lettura, il golf, il tennis e la coltivazione di rose. Tra le onorificenze ricevute, spicca il più alto riconoscimento civile dell'Iran, l'ordine del Taj, Prima Classe, e il grado di Comandante della Legion d'onore francese, oltre a svariati riconoscimenti da molti paesi occidentali, asiatici e del Medio Oriente.
Si sposò il 19 luglio 1966 con Laila Emami (1932-2018), nipote dell'ex primo ministro Hassan Vosough. Solo in pochi poterono assistere alla cerimonia, tra cui lo scià e Farah. Il matrimonio finì nel 1971, senza che la coppia avesse avuto figli.

### Primo ministro
Hoveyda fu primo ministro dal gennaio 1965 all'agosto 1977. Durante questo periodo sostenne la riforma della legge fiscale, la stabilizzazione dei prezzi e il rafforzamento di poteri in mano alle autorità provinciali e locali. Sotto la sua amministrazione, l'Iran aderì al CENTO e tenne negoziati con l'Unione Sovietica sulla costruzione di una acciaieria e di un gasdotto, oltre allo sfruttamento delle miniere di ferro e carbone. Nel 1975, il sistema multi-partitico fu sostituito da un unico partito, il Partito Rastakhiz, e Mr. Hoveyda divenne capo del Partito. Dopo le dimissioni da Primo Ministro il 7 agosto 1977, divenne ministro della Corte Reale.

### Processo e morte
Hoveyda venne portato alla Refah School, una scuola elementare femminile trasformato in quartier generale per l'avanguardia della rivoluzione islamica. A causa della partenza dello Shah e di gran parte della classe dominante, Hoveyda divenne il prigioniero più prestigioso del vecchio governo. Il 15 marzo 1979 affrontò per la prima volta la nuova Corte Rivoluzionaria. Venne intervistato dalla giornalista belga Christine Ockrent, in un'intervista controversa dove Hoveyda fu oggetto di domande quasi accusatorie da parte dell'intervistatrice.
Il giudice clericale nominato da Khomeini, Sadegh Khalkhali, divenne poi noto come il 'giudice impiccatore' per il suo approccio violento alla giustizia rivoluzionaria. Era il capo del tribunale che si era riunito per processare l'ex primo ministro. Prima del processo di Hoveyda, Khalkhali aveva già ordinato l'esecuzione di dozzine, forse centinaia di prigionieri politici, e alla fine sarebbe stato responsabile di migliaia di esecuzioni. Le convenzioni tradizionali della magistratura erano state abbandonate durante il processo di Hoveyda (e altri). La corte ignorò le nozioni di giusto processo, imparzialità del giudice, e non permise all'imputato di consultare un legale. Molti esperti giunsero alla conclusione che il verdetto era già stato emesso dall'ayatollah Khomeini prima che il processo iniziasse.
Secondo il giornale di Teheran Kayhan, Hoveyda perse 20 kg di peso durante la detenzione. Disse ai giornalisti che durante gli ultimi 25 giorni, non aveva accesso alla radio o ai giornali ed era ignaro degli avvenimenti nel mondo esterno.
Hoveyda venne condannato per:
- Corruzione sulla terra.
- Guerra contro Dio, contro il popolo di Dio e contro l'Imam.
- Rivolta contro la sicurezza e la libertà del paese sostenendo governi scelti dagli Stati Uniti d'America e dalla Gran Bretagna per salvaguardare gli interessi colonialisti.
- Agire contro la sovranità nazionale; interferire con le elezioni del Majlis (Parlamento); nominare e destituire ministri e comandanti secondo i desideri degli ambasciatori stranieri.
- Assegnazione delle risorse sotterranee di petrolio, rame e uranio a stranieri.
- Favorire l'espansione dell'influenza degli imperialisti, dell'America e dei suoi alleati europei in Iran attraverso la distruzione delle risorse locali e l'indirizzare dell'Iran in un mercato di consumo di beni stranieri.
- Pagare le entrate derivanti dal petrolio allo scià, all'imperatrice Farah e ai paesi affiliati all'Occidente; contrarre prestiti dai governi degli Stati Uniti e dell'Occidente a un tasso di interesse elevato e a condizioni e condizioni di asservimento.
- Distruggere l'agricoltura e le foreste.
- Partecipazione diretta alle attività di spionaggio a favore dell'Occidente e del sionismo.
- Raggruppamento di cospiratori in CENTO e NATO per attaccare Palestina, Vietnam e Iran.
- Appartenenza attiva all'organizzazione massonica della 'legione Foroughi', come comprovato da documenti esistenti e dalla confessione dell'imputato.
- Partecipazione alle minacce e al terrorismo contro persone giuste, al loro assassinio, aggressione e percosse, limitando le loro libertà, arrestando giornalisti ed esercitando la censura della stampa e dei libri.
- Fondazione e detenzione del primo segretario generale del partito monarchico Rastakhiz.
- Diffusione della corruzione culturale e morale, partecipazione al rafforzamento dell'appoggio colonialista.
- Partecipazione diretta al contrabbando di eroina verso la Francia in compagnia di Hassan Ali Mansour.
- Pubblicazione di notizie false.

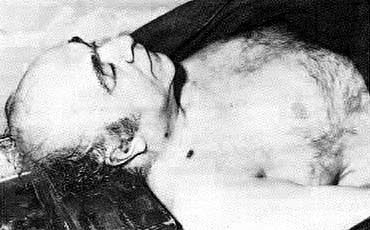
Il corpo di Hoveyda dopo l'uccisione

Il procuratore del Tribunale chiese la pena di morte per l'imputato e la confisca dei suoi beni, "dal momento che i crimini sono evidenti". Durante le domande e le risposte alla seconda sessione del Tribunale, il rappresentante del Procuratore fece riferimento a ulteriori accuse, come la responsabilità di Hoveyda per le azioni della SAVAK, per il declino dell'agricoltura e dell'industria, così come per la censura e l'oppressione. La validità delle accuse penali intentate contro il convenuto non può essere accertata, data l'assenza di garanzie di base fornite in un processo equo.
Hoveyda rispose alle domande e fornì la sua difesa solo in termini generali, perché non gli era permesso di fornire dettagli. Secondo le informazioni disponibili, non era a conoscenza di queste accuse né delle prove a sostegno delle accuse fino all'inizio del processo. Kayhan riportò: "Mentre il pubblico ministero leggeva l'atto d'accusa, Hoveyda prendeva appunti in modo da tentare una difesa". La famiglia di Hoveyda seppellì il corpo diversi mesi dopo l'uccisione, in una tomba senza nome nel cimitero pubblico di Teheran.

## Eredità
Lo storico Abbas Milani pubblicò nel 2000 la biografia di Hoveydan, The Persian Sphinx.